# Покровская, Анна Михайловна
А́нна Миха́йловна Покро́вская (23 февраля 1904, Таганрог — 23 февраля 2001, Таганрог) — советский педагог, Праведник мира.

## Биография
Родилась 23 февраля 1904 года в Таганроге.
В 1941 году, на момент оккупации Таганрога немецкими войсками, Анна Михайловна работала учителем рисования и черчения в таганрогском Доме учителя. По городу ходили слухи о том, что немцы будут уничтожать евреев.
Одна из сотрудниц Дома учителя, Тамара Наумовна Арнсон, была еврейкой. Анна Михайловна предложила Тамаре в качестве убежища свою квартиру, и они стали жить вместе: Тамара Наумовна Арнсон, Анна Михайловна и её десятилетний сын.
В октябре 1941 года оккупанты начали отправлять евреев Таганрога на расстрел в Петрушину балку. Это был один из первых «опытов» нацистов по массовому уничтожению евреев на территории СССР. Анна Михайловна спрятала в своей квартире 14-летнего мальчика Володю Кобрина, родителей которого расстреляли в Петрушиной балке.
В мае 1942 года Тамаре Арнсон было приказано явиться в комендатуру, и женщины приняли решение бежать из Таганрога. Нужно было пройти через все посты, патрули, проверки, искать ночлег, кормить детей. Так продолжалось больше года, пока они не нашли убежище в Тамбове. Здесь женщины устроились на работу в детский дом, где выхаживали истощенных, полумертвых детей блокадного Ленинграда. В Тамбове они встретили конец войны. Когда тамбовский детский дом расформировали, дети и воспитатели уехали в Ленинград. Уехала туда и Тамара Наумовна Арнсон. Внучки Анны Михайловны Покровской рассказывали, что в детстве считали Тамару Наумовну близкой родственницей, и только спустя годы бабушка поведала им о страшных событиях, соединивших этих женщин почти неразрывными узами.
После войны Анна Михайловна продолжила заниматься своим любимым делом: создав в начале 50-х годов драматический кружок, она отдала ему 35 лет жизни.
В 1996 году посол Израиля в России профессор Ализа Шенхар передала Анне Михайловне памятную медаль иерусалимского музея жертв Катастрофы «Яд ва-Шем» с надписью «Кто спас одного человека, тот спас весь мир». Анна Михайловна Покровская была официально признана Праведницей мира.

## Память
- В 2005 году в Таганроге на фасаде дома в Тургеневском переулке, где жила Анна Михайловна Покровская, в память о её подвиге установлена мемориальная доска[4].